# Michael Seibert (Eiskunstläufer)
Michael Seibert (* 1. Januar 1960 in Pittsburgh, Pennsylvania) ist ein ehemaliger US-amerikanischer Eiskunstläufer.
Seibert startete im Eistanzen, seine Partnerin war Judy Blumberg. Ihre erste Weltmeisterschaftsmedaille gewannen Seibert und Blumberg bei der Weltmeisterschaft 1983 in Helsinki mit Bronze hinter den Briten Jayne Torvill und Christopher Dean sowie Natalja Bestemjanowa und Andrei Bukin aus der Sowjetunion. Das gleiche Ergebnis wiederholte sich bei der Weltmeisterschaft 1984 in Ottawa. Bei der Weltmeisterschaft 1985 in Tokio gewann das Eistanzpaar seine dritte Bronzemedaille in Folge, diesmal hinter Bestemjanowa und Bukin sowie Marina Klimowa und Sergei Ponomarenko aus der Sowjetunion. Seibert und Blumberg nahmen an zwei Olympischen Spielen teil. 1980 in Lake Placid belegten sie den siebten Platz und 1984 in Sarajevo wurden sie Vierte.
Nach seiner Wettkampfkarriere wurde Seibert Choreograf und wirkte in dieser Funktion bei der Eisrevue Stars on Ice mit.

## Ergebnisse

### Eistanzen
(mit Judy Blumberg)
| Wettbewerb / Jahr                | 1979 | 1980 | 1981 | 1982 | 1983 | 1984 | 1985 |
| -------------------------------- | ---- | ---- | ---- | ---- | ---- | ---- | ---- |
| Olympische Winterspiele          |      | 7.   |      |      |      | 4.   |      |
| Weltmeisterschaften              |      | 6.   | 4.   | 4.   | 3.   | 3.   | 3.   |
| US-amerikanische Meisterschaften | 3.   | 2.   | 1.   | 1.   | 1.   | 1.   | 1.   |